# العرقه الحصن (كحلان عفار)

تعديل مصدري - تعديل

العرقه الحصن هي إحدى قرى عزلة عفار بمديرية كحلان عفار التابعة لمحافظة حجة، بلغ تعداد سكانها 75 نسمة حسب تعداد اليمن لعام 2004.